# Канцелар Високог суда
Канцелар Високог суда (енгл. Chancellor of the High Court) предсједник је Канцеларског одјељења Високог суда Енглеске и Велса.
До ступања на снагу Уставног реформског акта 2005. био је познат под називом „вицеканцелар“ (енгл. Vice-Chancellor) и био је номинални замјеник лорда канцелара. Он је био потпредсједник Канцеларског одјељења док је лорд канцелар био предсједник. Изворно је дужност установљена 1813, па укинута 1873, да би поново била установљена 1970. Канцелар Високог суда је и судија Апелационог суда.
Именује га монарх, уз учешће лорда канцелара, на предлог поткомисије за избор (енгл. selection panel) коју формира Комисија за судска именовања (енгл. Judicial Appointments Commission). Такође, канцелар Високог суда је члан Државног савјета.